# Dara Murphy
Dara Murphy (né le 2 décembre 1969) est un homme politique irlandais du Fine Gael qui est ministre d'État de 2014 à 2017 et lord-maire de Cork de 2009 à 2010. Il est Teachta Dála (TD) pour la circonscription de Cork-Centre-Nord de 2011 à 2019.

## Jeunesse
Murphy est originaire de Mayfield, Cork. Après avoir fréquenté le Christian Brothers College, il étudie l'économie à l'University College Cork à partir de 1988, mais échoue à ses examens finaux ; il obtient finalement son diplôme en 2015 après avoir suivi les modules nécessaires à distance. Il lance plusieurs entreprises de restauration, la première alors qu'il est encore à l'université, qui prospèrent jusqu'à la récession de 2008, date à laquelle elles ferment leurs portes, lui laissant des dettes fiscales qui sont réglées au cours des années suivantes.

## Carrière politique
Murphy est nommé au Conseil économique et social national par le Taoiseach John Bruton en octobre 1996, jusqu'à la fin de 1997. Il est élu au conseil municipal de Cork en 2004 et 2009, en tant que lord-maire adjoint de 2005 à 2006 et lord-maire de 2009 à 2010. Il est également le premier président du Comité mixte de police de Cork. Il est élu au Dáil pour Cork North-Central aux élections générales de 2011, quittant son siège au conseil municipal de Cork.
Le 15 juillet 2014, sur proposition du Taoiseach Enda Kenny, Murphy est nommé par le gouvernement de coalition Fine Gael-Travail comme ministre d'État au ministère du Taoiseach, au ministère des Affaires étrangères et du Commerce et au ministère de la Justice et du Commerce. Égalité, avec une responsabilité particulière en tant que ministre d'État chargé des Affaires européennes et de la protection des données,. Le 19 mai 2016, sur proposition du Taoiseach  Kenny, il est nommé par le gouvernement minoritaire du Fine Gael aux mêmes postes, avec des responsabilités supplémentaires pour le marché unique numérique de l'UE. Il n'est pas reconduit par Leo Varadkar lorsqu'il devient Taoiseach en juin 2017.
En octobre 2017, Murphy est nommé directeur de campagne du Parti populaire européen lors des élections au Parlement européen de 2019.
En mai 2018, Murphy annonce son intention de se retirer du Dáil Éireann lors des élections générales suivantes.
En novembre 2019, Murphy démissionne de son poste de député pour occuper un poste de direction au sein de la Commission européenne. Cependant, cela est éclipsé par la controverse entourant le scandale de ses dépenses,. Depuis octobre 2017, Murphy est principalement basé à Bruxelles où il travaille avec le Parti populaire européen. Au cours de cette période, il a perçu l'intégralité de son salaire du Dáil de 94 500 € et l'intégralité de ses indemnités parlementaires standard de 51 600 € chaque année. Murphy avait le taux de présence le plus bas au Dáil les jours de séance, de loin, en 2018 et 2019 ; présence 42 jours sur 104 en 2018, et 24 sur 70 jusqu'à fin septembre 2019.
En 2021, Murphy rejoint Rasmussen Global en tant que conseiller principal.